# Dynamena heterodonta
Dynamena heterodonta är en nässeldjursart som först beskrevs av William Robert Jarvis 1922.  Dynamena heterodonta ingår i släktet Dynamena och familjen Sertulariidae. Inga underarter finns listade i Catalogue of Life.